# Fresno de la Polvorosa
Fresno de la Polvorosa település Spanyolországban,  Zamora tartományban. Fresno de la Polvorosa Pobladura del Valle, Morales de Rey, Santa María de la Vega és Maire de Castroponce községekkel határos. Lakosainak száma 114 fő (2024).

## Népesség
A település népessége az utóbbi években az alábbiak szerint változott:
| Lakosok száma | 210  | 200  | 187  | 176  | 163  | 159  | 144  | 138  | 116  | 114  |
|               | 2001 | 2004 | 2007 | 2009 | 2012 | 2014 | 2017 | 2019 | 2022 | 2024 |